# 狂った大陸・これがアメリカだ
狂った大陸・これがアメリカだ（くるったたいりく・これがアメリカだ、原題:America paese di Dio、国際:America God's Own Country、英国版:So This Is God's Country?）は1966年製作のイタリア映画である。上映時間90分。
残酷系の映画を撮ってきたスタッフが、アメリカ合衆国に焦点を当てたモンド映画。アメリカの消費&文明主義に対する批判もある。

## 内容
宇宙飛行士の意外な訓練風景や若者達のイベント、石油とハリウッドの関係、大量消費の一方で極貧のスラム街、秘密結社クー・クラックス・クランへの密着、アメリカ・ナチス党、真夏のワッツ街の暴動の悪夢、パレードと少女達、二十世紀のインディアンの生活、異端の若者たち、黒人達の格差など、アメリカが抱える問題や栄華、虚飾、文明社会の歪みを浮き彫りにする。

## スタッフ
- 監督：ルイジ・バンツィ
- 製作：アルフォンソ・サンソーネ、ヘンリック・クロスチキ
- 撮影：ベニト・フラッタリ、ジョアン・ラッシュ、ベイルド・ブライアント
- 音楽：アルマンド・トロヴァヨーリ、フランチェスコ・ラヴァニーノ
- 日本語解説：小沢栄太郎